# Lingue lechitiche
Le lingue lechitiche sono un ramo delle lingue slave occidentali parlate in Polonia.

## Distribuzione geografica
Secondo Ethnologue, le lingue lechitiche sono parlate da circa 40 milioni di persone, stanziate prevalentemente in Polonia. L'idioma più diffuso è il polacco, che da solo rappresenta la quasi totalità dei locutori. Il casciubo e lo slesiano sono idiomi minoritari, parlati complessivamente da 615.000 persone secondo i dati del censimento polacco del 2011.

## Classificazione
Secondo Ethnologue, la classificazione delle lingue lechitiche è la seguente:
- Lingue indoeuropee
  - Lingue slave
    - Lingue slave occidentali
      - Lingue lechitiche
        - Lingue lechitiche occidentali
          - Lingua polaba † (pox)

        - Lingue lechitiche centrali
          - Lingua casciuba (csb)

        - Lingue lechitiche orientali
          - Lingua polacca (pol)
          - Lingua slesiana (szl)

## Sistema di scrittura
Tutte le lingue lechitiche utilizzano l'alfabeto latino.